# 苦草
苦草（学名：Vallisneria natans）为水鳖科苦草属下的一个种。因植物體整株均沉浸在水中，故和金魚藻、水蘊草同屬沉水性水生植物。

## 延伸阅读
[在维基数据编辑]
 《欽定古今圖書集成·博物彙編·草木典·苦草部》，出自陈梦雷《古今圖書集成》
 維基物種上的相關：苦草